# École de Police

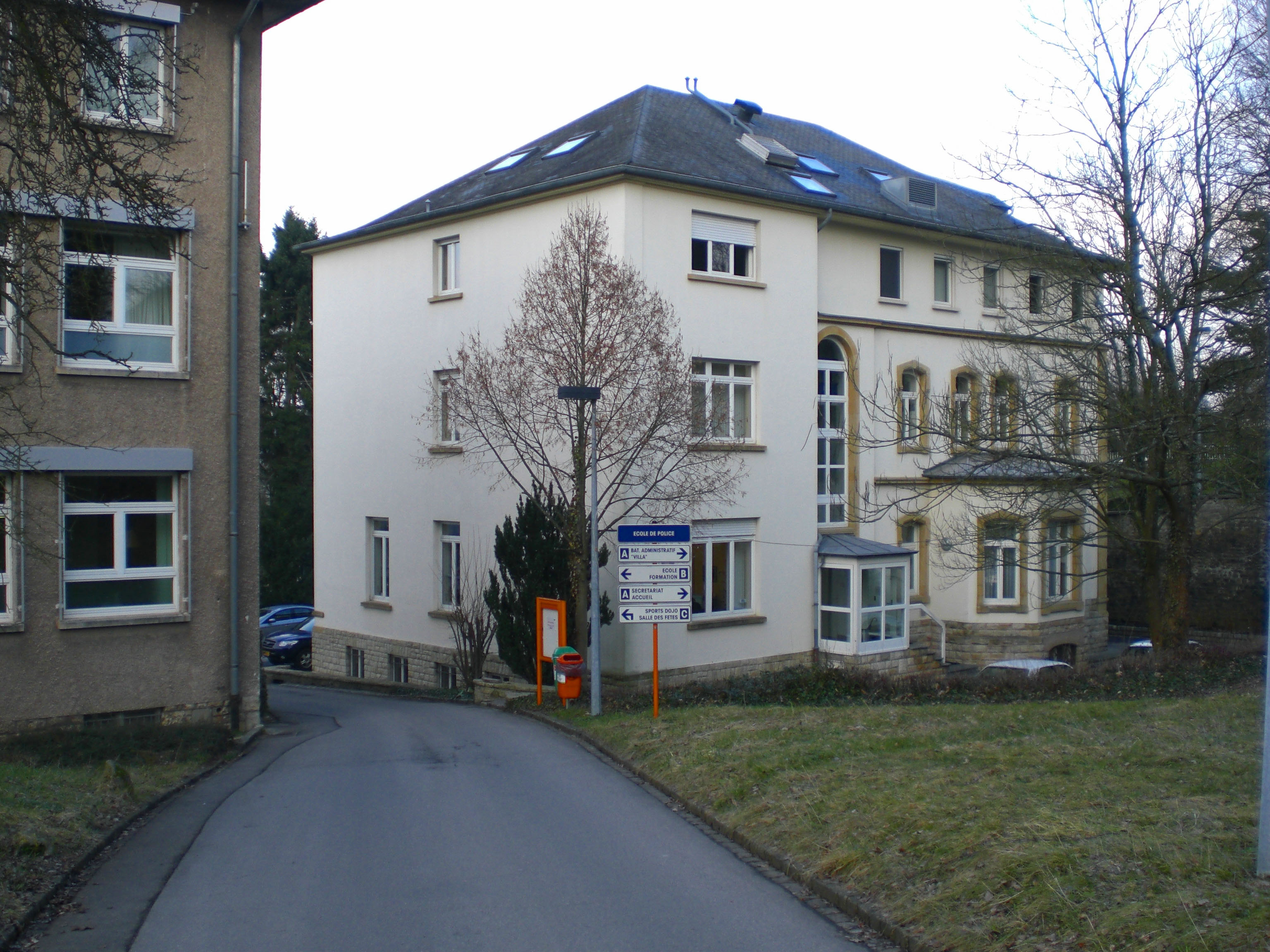
„Villa Hartmann“ von Süden aus gesehen

Die École de Police ist die Polizeischule des Großherzogtums Luxemburg. Sie untersteht dem Innenministerium und wird von der Police grand-ducale verwaltet. Aktueller Schulleiter ist Christian Gatti, sein Stellvertreter ist Marc Welter. Die Funktion der Schule ist im Artikel 9 des Gesetzes vom 31. Mai 1999 über die Polizei und die Generalinspektion der Polizei geregelt.
Das weitläufige Areal der Schule befindet sich neben dem Gelände der Polizeiverwaltung in Bonneweg-Nord/Verlorenkost und besteht im Wesentlichen aus drei Gebäuden. Die Bezeichnung Verlorenkost rührt von einem ehemals abseits der Festung Luxemburg gelegenen Kastell, dem „verlorenen Kastell“. Die Postanschrift lautet: 7, rue Emile Mayrisch Luxembourg L-2141:
- „Villa Hartmann“, in dem die Verwaltung, zwei PC-Schulungsräume sowie das Archiv untergebracht sind
- Zentrales Schulungsgebäude mit Kantine im Erdgeschoss
- neue Sporthalle

## Geschichte
Erste Anfänge einer Schule dürften 1928 zu finden sein, als eine „l'École de Gendarmerie au sein de la Compagnie des Gendarmes et Volontaires“ gegründet wurde. 1952 wurde die Schule mit der Ausbildung der Armee zusammengelegt. Mit der Abschaffung der Wehrpflicht 1968 wurde die Schule nach Diekirch verlegt. Seit 1979 wurden auch Frauen sowohl fürs Militär, als auch für den Polizeidienst ausgebildet. Ein Mangel an Rekruten führte 1987 zur Trennung der Ausbildung der beiden Staatskräfte.
1991 gab das Militär nach einer Nutzung von 23 Jahren die Villa Hartmann an die Stadt Luxemburg zurück, die das Areal wiederum der Polizeiverwaltung vermachte. Seitdem ist die Polizeischule dort ansässig.
Die Schule hat in erster Linie die Aufgabe, die Rekruten in einer zweijährigen Ausbildung auf den Polizeidienst auszubilden. Pro Jahrgang werden zurzeit etwa 75 Schüler betreut. Darüber hinaus werden Zusatzlehrgänge für längerjährige Polizeibeamte angeboten.

## Grundausbildung

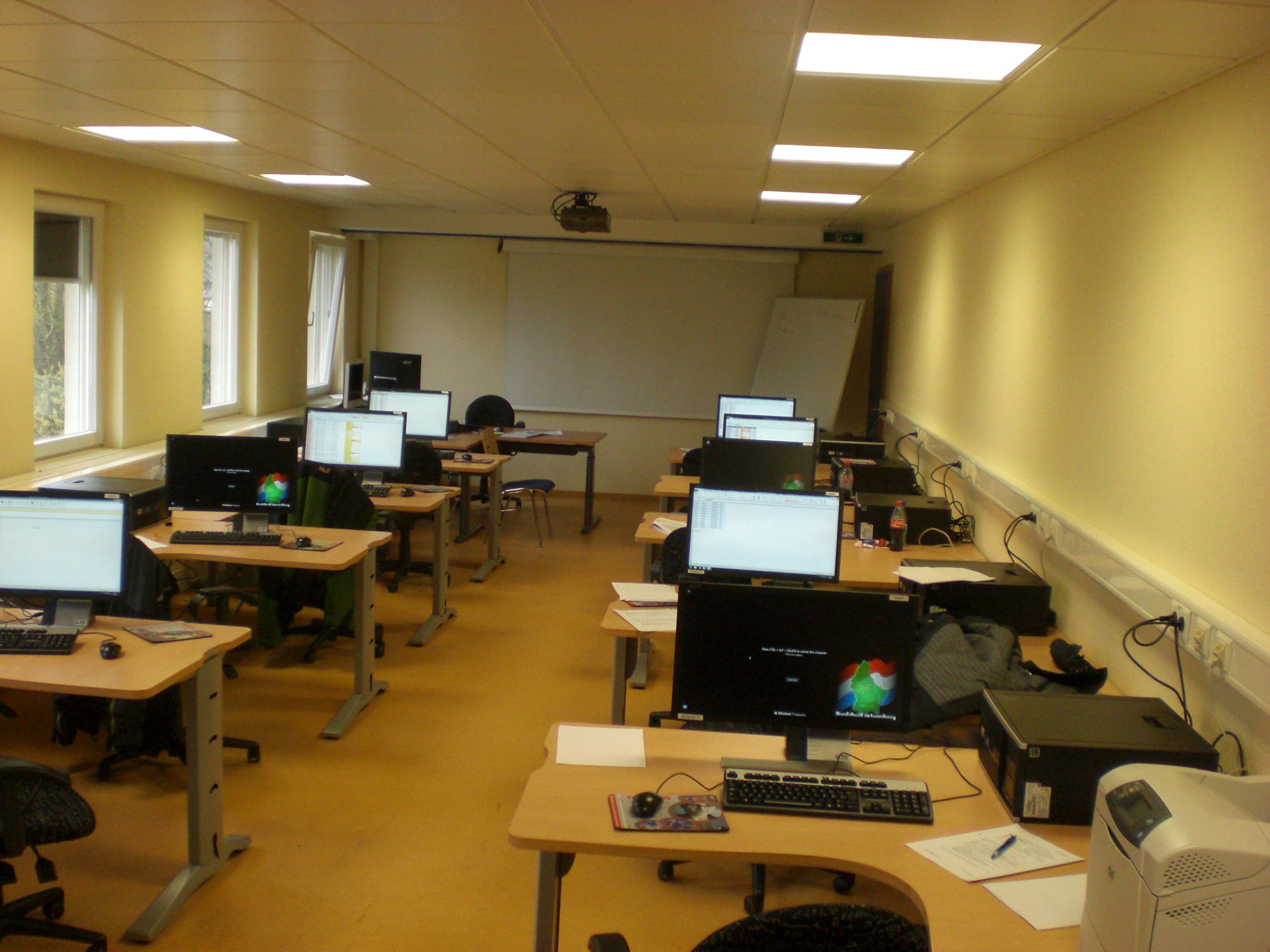
Blick in einen der beiden EDV-Räume

Rekruten für den Polizeidienst durchlaufen eine zweijährige (21-monatige) Grundausbildung. Im ersten Jahr wird drei Monate Kampfsport (Instruction Tactique de base ITB) unterrichtet, außerdem über 26 Wochen Fremdsprachenunterricht in Französisch, Deutsch und Englisch sowie theoretische und praktische Ausbildung an Waffen, Grundlagen gerichtliches und rechtliche Verfahren, Verkehrstechnik und Verkehrsrecht, Öffentliche Ordnung, Staatskunde (Polizei und Gesellschaft) sowie Spezielle Gesetze im Zusammenhang mit Polizeieinsätzen. Vier Wochen werden in einer Dienststelle verbracht, die übrigen acht Wochen verteilen sich über das Jahr auf Ferien.
Im zweiten Jahr wird in 24 Wochen theoretischer Unterricht in den gleichen Fächern wie im ersten Jahr abgehalten. Darüber hinaus ist für zehn Wochen der Einsatz an einer Dienststelle sowie für sieben Wochen Besichtigungen von Polizeieinrichtungen vorgesehen. Je eine Woche dauert die Verwaltung, die Taktische Revision sowie die Abschlussprüfung. Anschließend werden sechs Wochenlehrgänge zu den folgenden Themen durchgeführt:
- Kommunikation mit dem Bürger
- Maßnahmen der persönlichen Sicherheit
- Kriminalität
- Der Straßenverkehr
- Drogen
- Soziologie